# Рајнхолд Ф. Глај
Рајнхолд Ф. Глај (11. јун 1959, Ремшајд) немачки је класични филолог.

## Биографија
Након завршетка Гимназије Лајбниц у Ремшајду 1977, започео је студије класичне филологије, средњолатинске филологије, византинистике и филозофије на Универзитету у Келну. Још за време својих студија радио је као наставник на замени у гимназији у Роденкирхену (Келн) (1979/80) и предавао старогрчки у својој некадашњој гимназији у Ремшајду. Године 1982. положио је први државни испит из грчког и латинског и почео да ради као wissenschaftliche Hilfskraft на семинару за класичну филологију Рурског универзитета у Бохуму. Докторирао је 1983. у Келну дисертацијом „Батрахомахија. Синоптично издање и коментар“ (Die Batrachomyomachie. Synoptische Edition und Kommentar). Године 1984. постао је Hochschulassistent на Универзитету у Бохуму.
Након хабилитације 1989. на Рурском универзитету Бохум постављен је 1990. за приватног доцента. У зимском семестру 1990/1991. мењао је професора Рајнхарда Хојслера на Универзитету Хајнрих Хајне у Диселдорфу. Од летњег семестра 1991. до зимског семестра 1991/1992. радио је место Карла Јоахима Класена на Универзитету Георг Аугуст у Гетингену. Затим је до летњег семестра 1993. држао катедру за класичну филологију на Универзитету у Билефелду место Рајнхарда Херцога, пре него што је постављен за његовог наследника 18. јуна 1993.
Године 1996. прешао је на место професора латинске филологије (латинске књижевности класичне епохе и позне антике, као и хуманизма) и извршног директора Семинара за класичну филологију на Универзитету у Бохуму. Одбио је места на универзитетима Рупрехт Карл у Хајделбергу 1999. и Фридрих Вилхелм у Бону 2004.
Од 2001. до 2003. био је декан факултета за филологију Универзитета Бохум, а 2002-2003. председник деканске конференције. Од 2003. до 2007. био је председник Немачког новолатинског друштва.
Учествовао је у пројекту Anti-Lucretius Немачке истраживачке заједнице. Један је од издавача збирке извора Corpus Islamo-Christianum.